# Famille de Montlhéry
La famille de Montlhéry est une branche cadette de la maison de Montmorency. Bouchard Ier, (v.958-987), a eu deux fils :
- Bouchard II le Barbu, à qui le roi Robert II donna la terre de Montmorency,
- Thibaud de Montlhéry dit File Étoupe. Il serait le beau-père de Milon Ier de Chevreuse et le grand-père de Guy Ier de Montlhéry.

Ses descendants acquirent les terres de Rochefort et de Montlhéry. Cette famille fut rapidement proche du pouvoir royal, mais des disgrâces causées par des maisons rivales, ainsi qu'un tempérament récurrent de seigneurs brigands, conduisirent à leur élimination par Louis VI le Gros.

## Les Croisades
Par leurs alliances, les Montlhéry-Rochefort sont apparentés à nombre de chevaliers qui se sont illustrés en Terre sainte :
- Mélis(s)ende/Mélissente, fille de Guy Ier et d'Hodierne de Gometz, femme d'Hugues de Rethel, est mère de Baudouin II, comte d'Édesse, roi de Jérusalem
- Sa sœur Élisabeth est la femme de Jocelin de Courtenay et la mère de Josselin Ier de Courtenay, comte d'Édesse
- leur sœur Alix, femme d'Hugues du Puiset, est la mère de Galéran du Puiset, gouverneur du comté d’Édesse et d'Hugues Ier, comte de Jaffa
- leur petit-neveu Guy II Trousseau, fils de Milon le Grand et beau-père de Philippe de France fils du roi Philippe, a également participé aux croisades.

## Généalogie
```
Bouchard Ier de Bray
(† 978)
│
├─>
Bouchard II le Barbu
 († 1020), seigneur de Montmorency
│  │
│  └─>
Maison de Montmorency

│
└─>
Thibaud de Montlhéry
 dit 
File Étoupe
 (vers 960 † 1031), seigneur de 
Bray-sur-Seine
 et de Montlhéry
   │
? X 
Milon Ier de Chevreuse

   │
   └─>
Guy 
I
er
 (†1095), seigneur de Montlhéry
      X 
Hodierne de Gometz

      │
      ├─>
Milon 
I
er
 le Grand
, seigneur de Montlhéry
      │  X Lithuise de Soissons
      │   │
      │   ├─>
Guy II Trousseau
, seigneur de Montlhéry
      │   │  │
      │   │  └─>Elisabeth de Montlhéry (†1141)
      │   │     X 1103 Philippe de France (1093†1128), comte de Mantes
      │   │
      │   ├─>
Milon II de Montlhéry
 (†1118), seigneur de 
Bray-sur-Seine
, vicomte de Troyes
      │   │
      │   ├─>Isabeau de Montlhéry
      │   │  X Thibaut I de Dampierre sur Aube
      │   │
      │   ├─>Emmeline de Montlhéry (†1121)
      │   │  X Hugues II Bardoul de Broyes 
      │   │
      │   └─>
Renaud II de Montlhéry
 (†1122), 
évêque de Troyes

      │
      ├─>Mélisende de Montlhéry
      │  X 
Hugues
 (†1118), 
comte de Réthel

      │
      ├─>Elisabeth de Montlhéry
      │  X 
Josselin de Courtenay
 : leur arrière-petite-fille 
Élisabeth
 épouse 
Pierre de France
 fils cadet du roi 
Louis VI
, d'où la 
Maison capétienne de Courtenay

      │
      ├─>
Gui 
I
er
 le Rouge
 (†1108), seigneur de 
Rochefort
 par sa première femme
      │  X 1) Adélais (Élisabeth ?) dame de Rochefort
      │  X 2) Elisabeth (Adelaïde ?) de 
Crécy

      │   │
      │   ├─> de 1)
Gui II
 († 1115), seigneur de Rochefort  
      │   │
      │   │
      │   ├─> de 2) 
Lucienne de Rochefort
 (1088 † 1137)
      │   │  fiancée à 
Louis VI le Gros
 
      │   │  X 1107 
Guichard III de Beaujeu

      │   │
      │   └─> de 2) 
Hugues de Crécy
 († 1147), sénéchal, seigneur de Gournay
      │
      ├─>Béatrice de Rochefort
      │  X Anseau de Garlande (1069 † 1117)
      │
      ├─>Hodierne de Montlhéry
      │  X Gauthier de Saint-Valéry
      │
      └─>Alix de Montlhéry (1040 † 1097)
         X 
Hugues 
I
er
 
du Puiset
 (1035 † 1094)
```

## Pour approfondir